# دانته ریگو
دانته ریگو (انگلیسی: Dante Rigo؛ زادهٔ ۱۱ دسامبر ۱۹۹۸) بازیکن فوتبال اهل بلژیک است.
از باشگاه‌هایی که در آن بازی کرده‌است می‌توان به باشگاه فوتبال اسپارتا روتردام و باشگاه ورزشی پی‌اس‌وی آیندهوون اشاره کرد.
وی همچنین در تیم‌های ملی فوتبال زیر ۱۵ سال بلژیک، زیر ۱۶ سال بلژیک، زیر ۱۷ سال بلژیک، زیر ۱۹ سال بلژیک، و زیر ۲۱ سال بلژیک بازی کرده‌است.